# Jak II : Hors-la-loi
Jak II : Hors-la-loi (Jak II) est un jeu vidéo d'action-aventure développé par Naughty Dog et édité par Sony Computer Entertainment, sorti en 2003 sur PlayStation 2. Il s'agit de la suite de Jak and Daxter: The Precursor Legacy, et est le second opus de la série Jak and Daxter en général.
En 2012, le jeu est remastérisé en haute définition et porté dans une compilation, disponible sur PlayStation 3 et également sur PlayStation Vita en 2013, nommé The Jak and Daxter Trilogy.
C'est le premier jeu du studio à avoir une suite en dehors de la saga Crash Bandicoot.

## Contexte
Après le premier opus de Jak and Daxter, le développement du second opus commence à la fin de l’année 2001. L’idée est de s’inspirer des grands jeux qui viennent de sortir sur PS2, notamment de Rockstar Games et son GTA III. L’idée du monde ouvert devient une évidence pour Jason Rubin, cofondateur du studio qui veut faire de même avec Jak II, le côté violence en moins. Jak II sera néanmoins le premier jeu Naughty Dog à recevoir un classement PEGI 12 à sa sortie pour violence et langage grossier.
Le développement de Jak II : Hors-la-loi durera près de 2 ans et le jeu arrivera lors de l’automne 2003 sur PS2. Une partie de la presse et des joueurs reprochent à Naughty Dog cette initiative du monde ouvert et les critiques de jeu trop sombre, trop ouvert, trop d’activités, de minis-jeux, peut gêner le déroulement de l’histoire et la narration. Pourtant, la mise en scène et l’histoire était une priorité pour les Dogs qui veulent faire des jeux de plus en plus narratif.

## Trame

### Généralités et personnages
Jak (interprété par Mike Erwin) est le protagoniste du jeu, au côté de son acolyte Daxter (interprété par Max Casella). Contrairement au précédent volet, Jak parle, ce qui est mentionné à plusieurs reprises par les personnages,,.
Lors de leur arrivée à Abriville, Jak et Daxter sont séparés de Samos le Sage (Warren Burton) ainsi que de Keira (Anna Garduno) tandis que Jak se fait capturer par la Krimzon Guards, la milice locale et est devenu le sujet du projet « Dark Warrior » du Baron Praxis (Clancy Brown). À la suite des nombreuses expériences qui lui ont été infligées, il est capable de se transformer en « Dark Jak », une version bestiale de lui-même, s'il récolte assez d'Éco Noire. Après deux années de recherches, Daxter le retrouve et l'aide à s'évader,,.
Jak et Daxter collaborent avec un groupe de résistants nommé Le Ghetto. Il est composé de Torn (Cutter Mitchell), le commandant en second ; Ashelin (Susan Eisenberg), la fille du Baron Praxis qui aide Le Ghetto dans le dos de son père ; Vin (Robert Patrick Benedict) ; Tess (Britton A. Hill) qui travaille sous couverture en tant que barman du Hip Hog Heaven Saloon pour y espionner Krew (William Minkin), un baron du crime en surpoids possédant le bar ; ainsi que Kor, un vieil homme qui protège l'héritier du trône d'Abriville,,.
Les autres personnages notables sont Sig (Phil LaMarr), un chasseur de Metal Head ; Errol (David Herman), le bras-droit du Baron et le commandant de la Krimzon Guard ; Pecker (Chris Cox), une créature mi-singe, mi-perroquet qui sert d'interprète à la devinesse Onin ; Brutter (Alan Blumenfeld), un Lurker ainsi que Jinx (Cutter Mitchell), Mog (Alan Blumenfeld) et Grim (Alan Blumenfeld) qui travaillent pour Krew,,.

### Scénario
Après avoir découvert une porte-faille dans le premier opus, Jak, Daxter, Keira et Samos la transportent chez eux. Ce qu'ils ne savent pas, c'est que derrière cette porte-faille se cache une immense ville futuriste dirigée par le Baron Praxis et appelée Abriville.
Jak actionne par mégarde la porte-faille et se retrouve à Abriville. Il se fait rapidement capturer par les Grenagardes, policiers de la ville, qui l'emprisonnent. Il sert alors de cobaye aux expérimentations du Baron Praxis, qui lui injecte de l'Éco noire pour l'opération « Dark Warrior ». Deux ans plus tard, il parvient à s'échapper grâce à l'aide de Daxter.
Jak possède maintenant des pouvoirs noirs incontrôlables, Dark Jak. Jak rencontre Kor, un vieux sage, et un enfant. Ceux-ci les mènent aux Souterrains, la rébellion contre le Baron. Jak y fait la connaissance de Torn, un ancien Grenagarde, et Tess, une fille qui appelle Daxter « mon petit héros ». Puis, Jak rencontre Krew, un chef de gang, et Sig, son garde du corps.
Jak accomplit plusieurs missions pour Krew afin d'obtenir des informations sur le Baron, notamment que le Baron échange de l'Éco aux Metal Heads, monstres et ennemis héréditaires de la ville, en secret. Jak rencontre aussi Vin, un informaticien un peu cinglé, et Ashelin, la fille du Baron. Il fait aussi face à Erol, le commandant en chef des Grenagardes, mais lui échappe à chaque tentative d'arrestation.
Dans la Ville Morte, Jak trouve le labo de Samos et comprend que cet endroit est leur monde, 500 ans plus tard. Jak rencontre Onin, une devineresse aveugle et muette, et un perroquinge appelé Pecker. Ceux-ci lui dit que le Baron cherche la Pierre des Précurseurs dans le tombeau de Mar pour dominer le monde. Jak rencontre alors le Sphinx, leader des souterrains et il s'avère qu'il n'est autre que Samos, du moins rajeuni et n'ayant aucun souvenir d'eux, et retrouve le vrai Samos et Keira. Pour accéder au Palais, Jak doit remporter la course de Classe 1.
Jak en sort victorieux mais Erol est désintégré dans la course. Jak accède au Palais mais Ashelin l'interpelle, croyant qu'ils travaillent pour les Metal Heads. Jak lui explique que si le Baron ouvre la pierre pour détruire le nid des Metal Heads, il détruira le monde. Ashelin décide de les rejoindre. Son père rencontre Krew dans une usine d'armes. Jak s'y rend mais le Baron n'est pas là.
Jak se rebelle contre Krew et le bat (mais il ne le tue pas). L'usine explose mais Jak, Daxter et Ashelin parviennent à s'enfuir. Les Metal Heads ont détruit la muraille de la ville et l'envahissent. Jak part aider Sig qui est bloqué dans le Port Souterrain. Sig tombe dans un gouffre au fond du Port Souterrain à cause d'un Lézard Metal Head géant qui tombe avec lui. Jak et Daxter vont au Stade où Keira a terminé la Chrononavette mais la porte-faille est dans le nid des Metal Heads. Brutter, un Lurker que Daxter a aidé, transporte la navette jusqu'au nid. Jak trouve Kor dans le chantier, entouré de Praxis et de soldats, et il s'avère que le vieux sage est le chef des Metal Heads et peut se transformer en monstre.
Kor tue Praxis et ses gardes. Jak aide Praxis qui lui révèle qu'il est le seul à pouvoir vaincre Metal Kor car il est tout aussi puissant que lui grâce à l'Éco noire qu'il a en lui puis lui apprend qu'il est le seul survivant du projet « Dark Warrior » et lui donne la pierre des Précurseurs qu'il a volé dans le tombeau. Jak va au nid des Metal Heads et retrouve Metal Kor. Celui-ci détient l'enfant. Il dit que l'enfant est en fait Jak. Le jeune Samos de cette époque l'a caché dans le passé pour qu'il puisse un jour revenir et vaincre Metal Kor. Il leur dit aussi que la pierre est le dernier œuf de Précurseur. Mar l'avait caché dans le tombeau et construit la ville pour le défendre. Après un combat acharné, Metal Kor est vaincu et le jeune Jak libère le Précurseur de la pierre. Brutter, les deux Samos et Keira arrivent. Le jeune Samos part alors dans le passé avec le jeune Jak pour qu'il accomplisse sa destinée. Puis, Ashelin est élue gouverneur de la ville et Daxter organise une super fête à son nouveau bar, le Naughty Beloutre, où Sig les rejoint car on apprend finalement qu'il n'est pas mort de sa chute dans le Port Souterrain. Jak, lui, est heureux car il est enfin rentré chez lui.

## Système de jeu
Le système de jeu de Jak II : Hors-la-loi est assez différent du jeu précédent. La mécanique de jeu autour de l’Éco, qui donnait des bonus temporaires, a été changée pour offrir des possibilités d’attaque. Les autres changements incluent l’introduction d’armes comme le Morph Gun, une arme à feu multi-usage. Le joueur débloque quatre armes différentes tout au long du jeu : le Pulvérisator, pour le combat rapproché, le Blaster, pour le combat à distance, le Vulcanobarillet, qui fonctionne de la même manière que le Blaster mais causant moins de dégâts et avec une lunette de tir plus réduite, et le Pacificateur, qui tire des charges d’énergie et est extrêmement puissant.
Abriville fonctionne comme le centre névralgique du jeu qui donne accès à d’autres environnements. Ici, Jak peut accéder à de nouvelles missions en visitant des personnages alliés. Ces missions servent de remplacement au système de collecte de Piles d’énergie du jeu précédent. Tout au long du jeu, le joueur peut amasser des Orbes Précurseurs dispersées à travers les différentes zones, afin de débloquer d’autres contenus. Jak peut traverser la vaste cité en utilisant des véhicules aéroglisseur, telle qu’une planche aéroglisseur qui lui permet de glisser sur l’eau.
À cause d’expérimentations conduites sur lui pendant deux ans, Jak peut se transformer en une version obscure de lui-même, appelée Dark Jak. Pour ce faire, il faut tuer des ennemis pour récupérer de l’Éco noire. Sous cette forme, ses attaques de mêlées deviennent plus puissantes, mais il perd la capacité d’utiliser le Morph Gun. En collectant des crânes de Metal Head, Jak peut gagner des capacités supplémentaires pour sa forme obscure.

## Développement
Jak II : Hors-la-loi est développé par le studio américain Naughty Dog.

## Accueil

### Critique
L’accueil critique du jeu est excellent. L’agrégateur de notes Metacritic indique un score global de 87 %, basé sur 47 critiques. Douglass C. Perry, du site web IGN, lui donne la note de 9,5 sur 10. La presse numérique francophone lui donne des notes légèrement plus basses, avec par exemple 14/20 pour Jeuxvideo.com ou 7 sur 10 pour Gamekult.